# Pastala rozprostřená
Pastala rozprostřená (Turnera diffusa, syn. Turnera aphorodisiaca), známá též jako damiána, je americký keř z čeledi mučenkovitých (Passifloraceae) do které byl přeřazen po zrušení čeledě Turneraceae taxonomickým systémem APG III. Jeho listy se používají jako afrodisiakum.

## Popis
Pastala rozprostřená je malý keř s malými žlutými květy se silnou vůní připomínající heřmánek. Je silně větvený a má hladké, oválné listy. Líc listů je světlá, na rubu je pýřitá žilnatina. Květy mají hořkou chuť a rostou z paždí listů. Kvete na konci léta a plodí malé, oválné, pukavé tobolky chutnající podobně jako fíky.

## Areál rozšíření
Rostlina roste na jihu Severní Ameriky, především v Mexiku a Texasu, a také ve Střední a Jižní Americe. V dnešní době se také pěstuje v Africe. Roste v savanách a pouštních oblastech.

## Použití

### Lidové léčitelství
Damiána bývá nejčastěji užívána v podobě čaje na léčbu kašle, zácpy a deprese. Údajně také pomáhá na fibromyalgii, rozedmu plic, nízkou hladinu testosteronu, frigiditu, impotenci, neplodnost, menopauzu, Parkinsonovu nemoc a mnoho věcí souvisejících s pohlavními orgány.

### Afrodiziakální a rekreační užití
Damiána je v Mexiku používána jako tradiční ženské afrodisiakum. Čaj z damiány pijí ženy hodinu či dvě před pohlavním stykem kvůli lepšímu prožití aktu. Účinek bývá přisuzován aromatickým olejům rostliny a jejich dráždivosti. Zvýšení účinku lze dosáhnout kombinací s bobulemi floridské palmy Serenoa repens.
Damiána se používá k výrobě mexického likéru, jež bývá někdy přidáván do margarity. Užívá se také jako náhrada tabáku při kouření marihuany. Má synergické účinky s mučenkou, kouření těchto dvou rostlin spolu vede k extrémní relaxaci a podporuje lucidní snění. Také bývá součástí bylinných cigaret.